# Macrodasys pacificus
Macrodasys pacificus is een buikharige uit de familie Macrodasyidae. Het dier komt uit het geslacht Macrodasys. Macrodasys pacificus werd in 1974 voor het eerst wetenschappelijk beschreven door Schmidt. 